# Abstinencia
La abstinencia (en hebreo anneh,  hissamor; en griego ἐγκράτεια; en latín abstinentia, a la persona, abstemius, del prefijo "ab", ‘lejos de’, y "temum", ‘vino’) es una renuncia voluntaria  de complacer un deseo o un apetito de ciertas actividades corporales que se experimentan extensamente como placenteras. De manera general, el término refiere a la renuncia a la cópula sexual y otras relaciones sexuales, al consumo de bebidas, —normalmente alcohólicas— así como de comidas y alimentos. La práctica puede presentarse por prohibiciones religiosas o consideraciones prácticas.
La abstinencia tiene formas diversas. Se refiere comúnmente a una abstinencia temporal o parcial de alimento, como en el ayuno. Como el régimen se piensa que es un acto consciente elegido libremente para realzar la vida, la abstinencia se diferencia a veces del mecanismo psicológico de la represión —que es un estado inconsciente que tiene consecuencias malsanas—. Freud llamó sublimación al acto de encauzar las energías sexuales en actividades cultural o socialmente aceptables.
Un ejemplo de este puede ser:
El drogadicto se "abstiene" de consumir drogas o alcohol
Se refiere a que un drogadicto tiene que parar de consumir drogas o alcohol

## La abstinencia en la religión
La abstinencia puede presentarse como un elemento ascético, presente en la mayoría de las religiones o una necesidad subjetiva de disciplina espiritual. En su contexto religioso, la abstinencia se utiliza para elevar al creyente más allá de la vida normal del deseo hasta un ideal elegido siguiendo una trayectoria de renuncia.
- Para los judíos, el día de ayuno principal es Yom Kippur.
- Para los musulmanes, el período del ayuno dura durante el mes entero de Ramadán, del amanecer a la oscuridad. Los judíos y los musulmanes se abstienen del cerdo en su dieta habitual. En el islam, se prohíbe el sexo prematrimonial.
- Muchos cristianos (así como otras religiones) esperan ser totalmente abstinentes de sexo prematrimonial. 
  - También los católicos se abstienen de alimento y bebida una hora antes de comulgar en misa (se exceptúan el agua y los medicamentos de vía oral); y se abstienen de comer carne en el Miércoles de Ceniza, los viernes de Cuaresma y el Viernes Santo. Según la Iglesia Católica, todos los viernes en el año son abstinencia en recuerdo de la muerte de Jesucristo en la Cruz el Viernes Santo, sin embargo la mayoría de las conferencias episcopales permiten sustituir la abstinencia (en caso de necesidad) por otro sacrificio estipulado específicamente, como lectura sagrada, oración especial o una limosna específica por esta causa. La sustitución sólo es posible para viernes que no sean de Cuaresma, y tampoco está permitida ni el Viernes Santo ni el miércoles de ceniza, en los que la abstinencia es obligatoria. Los católicos distinguen entre el ayuno y la abstinencia; el primero refiriéndose a la disciplina de tomar una comida completa al día y el último significando la disciplina de no comer carne (se permite comer pescados y mariscos, así como también alimentos de origen animal como la leche, el huevo y la miel).
  - Algunos protestantes han preferido abstenerse del alcohol que bebían y del uso del tabaco.
  - Los adventistas animan la consumición solamente de carne limpia según lo especificado en el Levítico y desalientan fuertemente la consumición de alcohol, de fumar y del uso de narcóticos.[1]
- En la India, los budistas, hindúes y jainistas se abstienen de comer la carne con argumentos de salud y de reverencia a todas las formas sensibles de vida. La abstinencia total de la alimentación de carne de vacas es un distintivo del hinduismo.

### En el ámbito judío
Hay numerosos textos del Antiguo Testamento que tratan de la abstinencia y fue causa de un testimonio especial ante los paganos, por ejemplo, durante el gobierno de Antíoco IV Epífanes. 
Dos clases de abstinencia de alimentos: la que corresponde a algunas carnes siempre sin importar de quién los tome y aquellos que estaban prohibidos durante algún período o para ciertas personas. En el primer caso se encuentran los animales impuros: los cuadrúpedos que no rumían y que no tienen hendidas las pezuñas; los peces que no tengan escamas ni aletas también son impuros; en cuanto a las aves existe una lista exhaustiva: el águila, el quebrantahuesos, el águila marina, el buitre, el halcón, el cuervo, el avestruz, la lechuza, la gaviota, el gavilán, el búho, el somormujo, el ibis, el cisne, el pelícano, el calamón, la cigüeña, la garza, la abubilla, el murciélago (cf. Lv 11, 13 y repetido en Dt 14, 11). A esto hay que añadir la fuerte prohibición de beber cualquier tipo de sangre de animal (no así de los peces) que pesaba no solo sobre los israelitas sino también sobre los huéspedes extranjeros y las restricciones en relación con la grasa animal.
En cuanto a las prohibiciones para algunas personas se puede mencionar el caso de quienes tenían alguna impureza legal y que no podían comer cuanto se ofrecía en los llamados “sacrificios pacíficos”. Los nazireos y los sacerdotes también debían vivir cierto régimen de abstención.  Todos los sacrificios que podían ser comidos luego debían consumirse ese mismo día o a lo mucho el día siguiente.

### En el ámbito cristiano
En el cristianismo primitivo se planteó, debido al proselitismo realizado entre no judíos, el tema de las comidas impuras. Primero con el sueño que los Hechos de los Apóstoles narran que tuvo Pedro (cf. Hch 10, 10-16), luego con el Concilio de Jerusalén se decidió abolir las categorías de animales impuros aunque se mantuvo el no beber sangre ni comer animales sacrificados o ahogados (cf. Hch 15, 20). 
Aunque ninguna confesión cristiana declara que haya que abstenerse de algún alimento por ser impuro, desde tiempos muy antiguos algunas prácticas penitenciales incluían el ayuno y la abstinencia de comer ciertos alimentos en días señalados.
La Iglesia católica conserva una ley por la cual los católicos mayores de 14 años han de abstenerse de comer carne "todos los viernes, a no ser que coincidan con una solemnidad", así como el Miércoles de Ceniza. El sentido de esta prescripción es remarcar el sentido penitencial de estos días vinculados a la muerte de Cristo. Las conferencias episcopales pueden modificar esta ley, sustituyendo el tipo de alimento del que se debe abstener o incluso cambiando el tipo de penitencia requerido. De hecho, la Conferencia Episcopal Española permitió, para los viernes fuera de Cuaresma, sustituir la penitencia de no comer carne por otras prácticas: "lectura de la Sagrada Escritura, limosna (en la cuantía que cada uno estime en conciencia), otras obras de caridad (visita de enfermos o atribulados), obras de piedad (participación en la Santa Misa, rezo del rosario, etc.) y mortificaciones corporales". Por su parte, la Conferencia Episcopal Mexicana, obliga a la abstinencia de carne solo el Viernes Santo y el Miércoles de Ceniza, mientras que los demás viernes del año invita a abstenerse "de aquellos alimentos que para cada uno sean de especial agrado, o por la materia, o por el modo de su confección", o bien sustituirlo por "una especial obra de caridad; o por una especial obra de piedad; o por otro significativo sacrificio voluntario".

## La abstinencia sexual en reproducción
La abstinencia sexual masculina previa al coito es una práctica muy extendida a la hora de buscar una fecundación por medios naturales. La creencia se sustenta en la idea de que a mayor tiempo de abstinencia, mejor será la calidad del semen, hasta el punto de llegar a semanas de abstinencia. Si bien esta creencia puede tener un cierto fundamento, llevada al extremo se vuelve inútil. 
A mayor tiempo de abstinencia, la eyaculación será más voluminosa y con más espermatozoides que puedan fecundar al óvulo, pero su movilidad se reduce y aparecen más espermatozoides muertos. A menor tiempo de abstinencia, la eyaculación será menos voluminosa y los espermatozoides tendrán mejor calidad, serán más móviles y habrá un mayor porcentaje de espermatozoides viables, pero habrá menos. Debemos buscar un punto medio en el que haya suficientes espermatozoides y con la suficiente calidad para fecundar al óvulo, es por ello que se recomienda que el tiempo de abstinencia oscile entre los dos y los cinco días. Esto es lo que se debería hacer a la hora de donar semen. 
Por otro lado, la abstinencia y la programación de las relaciones sexuales es, en general, un impedimento para la fertilidad de una pareja. Lo mejor es tener relaciones sexuales espontáneas y placenteras, lo que favorece el embarazo.
La abstinencia, como renuncia preconcebida a determinadas actividades, se traslapa con condiciones como la virginidad y la castidad, velado su cumplimiento mediante la edad de consentimiento, cuyo incumplimiento se entiende debido a la seducción o falta de templanza. La abstinencia coexiste con movimientos que pretenden un ejercicio sano de la sexualidad, como la educación sexual, el sexo seguro, la educación para reducir el morbo sexual o promover el amor libre como herramientas que contrapesan todos los factores que han contribuido a dotar de connotaciones negativas la actividad sexual y pueden ser convertidos en represión psicológica, estas últimas situaciones que ponen en entredicho la abstinencia como virtud.